# Nassau, Bahami
Nassau (angleška izgovorjava: /ˈnæsɔː/), s polnim uradnim imenom City of Nassau je glavno mesto Bahamov in s približno 250.000 prebivalci (po oceni za leto 2009) daleč največje mesto v tej karibski otoški državi, v katerem živi več kot tričetrt vseh Bahamcev.
Stoji na otoku New Providence na severu osrednjega dela otoške skupine. Samo mesto znotraj administrativnih meja je majhno, skupaj s stanovanjskimi soseskami v okolici in predmestji pa tvori urbanizirano območje, ki zaseda praktično že ves otok. Nassau je ena najbolj obiskanih turističnih destinacij na svetu z ugodnim naravnim pristaniščem, ki je priljubljeno postajališče za potniške križarke, poleg tega pa je tudi pomembno finančno središče.

## Zgodovina
Domorodno ljudstvo Taíno, ki je prej živelo na otočju, so iztrebili prvi evropski raziskovalci do začetka 16. stoletja. Prvi naseljenci so prišli iz kolonije na Bermudih in kmalu odkrili, da ima ta otok, čeprav majhen, odlično naravno pristanišče ter ugodno podnebje. Poimenovali so ga New Providence, naselje na mestu današnjega Nassaua pa Charles Town, po angleškem kralju Karlu II. Ker so bili prepuščeni sami sebi, so gostoljubno sprejeli vsako priložnost za trgovanje, kar so kmalu izkoristili angleški gusarji, ki so delovali na širšem območju in se udomačili tu. V povračilo so Španci leta 1684 izropali in požgali Charles Town.
Angleži so znova prišli leta 1686. Takratni kralj Jakob II. je nameraval pretvoriti Bahame v čezmorsko kolonijo, a je sledilo burno obdobje z odstavitvijo kralja in devetletno vojno na celini, med katero so bili kolonisti spet prepuščeni sami sebi, zato je znova vzcvetelo gusarstvo. Red je vzpostavil Nicholas Trott in okrog leta 1695 je bilo naselje prenovljeno in utrjeno ter poimenovano po Viljemu III. iz rodbine Orange-Nassau. Vendar pa je Trott v veliki meri izgubil moč, ko je dal zatočišče zloglasnemu piratu Henryju Everyju in njegovi posadki, ki je odtlej povzročala veliko težav. Ker se ugled mesta ni popravil, sta med špansko nasledstveno vojno združena španska in francoska mornarica napadli in porušili Nassau. Tudi konec vojne leta 1713 ni prinesel izboljšanja, saj se je na območje naselila kopica nekdanjih gusarjev, ki so ostali brez podpore angleških oblasti, ter pričela prežati na trgovske ladje. Med njimi so bili nekateri od najslavnejših kasnejših piratov, kot sta Calico Jack in Črnobradec. Brezvladje je trajalo dokler ni britanski dvor zaradi mednarodnega pritiska glede te nadležne »piratske republike« obudil ideje o Bahamih kot koloniji. Red je vzpostavil gusar Woodes Rogers, pod čigar poveljstvom so pričeli Nassau obnavljati in znova utrjevati. Kljub novemu kratkotrajnemu izbruhu nasilja med Združenim kraljestvom in Španijo leta 1718, je vzpon Združenega kraljestva kot pomorske velesile sčasoma prinesel nekaj blagostanja tudi v te kraje. Pravi razcvet pa se je zgodil med vojno Jenkinsovega ušesa, ko so angleški pomorščaki zaplenili in pripeljali sem večje število sovražnih ladij. Nassau je takrat štel že več kot 2000 prebivalcev, zgrajene pa so bile tudi nove fortifikacije, cerkve, šole in ceste. Do 1770. let sta prišla še dva cikla mirnodobne recesije in obdobje blaginje na račun vojnega plena (tokrat med sedemletno vojno).
Kasneje so Nassau dvakrat brez boja zavzeli Američani (s špansko pomočjo) iz trinajstih kolonij na celini, ki so medtem razglasili neodvisnost, tretjič pa leta 1783 s somišljeniki izgnani lojalist Andrew Deveaux. Njegova zmaga je pritegnila druge priseljence s celine, kjer so zmagali republikanci. Novi naseljenci so s svojim delom zagnali gospodarstvo, ki ni več temeljilo izključno na plenjenju, in Nassau je pričel dobivati sodobno podobo. Konec 18. stoletja so, zaskrbljeni nad možnostjo spopadov in uporov sužnjev med francosko revolucijo, Britanci močno utrdili naselje, kasnejši konflikti pa so znova prinesli blagostanje, ko so Britanci Nassau spet uporabljali kot bazo za plenjenje sovražnih ladij (posebej med britansko-ameriško vojno 1812–1815). Sledilo je obdobje stagnacije in revščine v 19. stoletju, ki so ga zaznamovale tudi naravne nesreče in ukinitev suženjstva v Združenem kraljestvu. V viharjih je pred obalo mesta takrat potonilo več sto ladij, orkanski valovi pa so večkrat poškodovali tudi samo mesto. Nazadovanje je bilo kratkotrajno prekinjeno le med ameriško državljansko vojno, ko je imel Nassau status nevtralnega pristanišča in postojanke za konfederacijske ladje. V tem času so se pojavile prve zamisli o izkoriščanju naravnih lepot otoka za privabljanje turistov, ki pa sprva niso prinesle rezultatov.
Turizem je vzcvetel v 20. stoletju, ko je vlada s subvencijami pritegnila potniški promet in hotelirje ter pričela ciljati na trg v bližnjih Združenih državah Amerike. Vzpon, ki ga je močno pospešil nastanek množičnega letalskega potniškega prometa, sta le začasno ustavila velika gospodarska kriza in druga svetovna vojna, med katero je guverner Bahamov, nekdanji angleški kralj Edvard VIII., zagnal program javnih del, da bi omilil revščino. Vse od konca vojne je bil Nassau znova v vzponu. Konec 1950. let je ameriški poslovnež Huntington Hartford II. odkupil skoraj ves otok Hog pred obalo Nassaua, da bi ga pretvoril v luksuzno letovišče, ga preimenoval v Paradise Island in dal zgraditi most z New Providencea ter več hotelov. Do leta 1973, ko so se Bahami osamosvojili izpod Združenega kraljestva, je Nassau štel 85.000 prebivalcev in privabljal milijone turistov letno. Nova oblast usmeritev v turizem nadaljuje vse do danes. Na Paradise Islandu je bil v 1990. letih zgrajen ogromen hotelski kompleks Atlantis, ki je največje letovišče na vseh Bahamih s 7500 zaposlenimi.

## Geografija
Jedro mesta Nassau stoji ob severovzhodni obali otoka New Providence, ki se nahaja na severu osrednjega dela otoške skupine Bahamov. V bližini je ugodno naravno pristanišče, ki ga pred oceanskimi vplivi varuje manjši otok Paradise Island. Ves otok meri približno 207 km² in je nizek, z le nekaj manjšimi grebeni, ki pa ne ovirajo poselitve, tako da je že skoraj vse ozemlje bolj ali manj strnjeno pozidano.

### Podnebje
Podnebje je milo in zmerno vlažno, za razliko od severnejših otokov, ki prejmejo mnogo več padavin, in južnih, ki so mnogo bolj sušni. Ta dejavnik je bil ključen za to, da je ravno na New Providenceu nastalo glavno mesto otočja. Po Köppnovi podnebni klasifikaciji je to tropsko monsunsko podnebje.
| Podnebni podatki za Nassau                                                   | Podnebni podatki za Nassau | Podnebni podatki za Nassau | Podnebni podatki za Nassau | Podnebni podatki za Nassau | Podnebni podatki za Nassau | Podnebni podatki za Nassau | Podnebni podatki za Nassau | Podnebni podatki za Nassau | Podnebni podatki za Nassau | Podnebni podatki za Nassau | Podnebni podatki za Nassau | Podnebni podatki za Nassau | Podnebni podatki za Nassau |
| Mesec                                                                        | Jan                        | Feb                        | Mar                        | Apr                        | Maj                        | Jun                        | Jul                        | Avg                        | Sep                        | Okt                        | Nov                        | Dec                        | Letno                      |
| ---------------------------------------------------------------------------- | -------------------------- | -------------------------- | -------------------------- | -------------------------- | -------------------------- | -------------------------- | -------------------------- | -------------------------- | -------------------------- | -------------------------- | -------------------------- | -------------------------- | -------------------------- |
| Povprečna visoka temperatura °C                                              | 25.6                       | 25.7                       | 26.7                       | 27.9                       | 29.6                       | 31.1                       | 32.0                       | 32.1                       | 31.5                       | 30.0                       | 28.0                       | 26.4                       | 28.9                       |
| Povprečna nizka temperatura °C                                               | 17.1                       | 17.3                       | 17.9                       | 19.3                       | 21.1                       | 23.0                       | 24.7                       | 23.8                       | 23.5                       | 22.3                       | 20.5                       | 18.4                       | 20.7                       |
| Povprečna količina padavin mm                                                | 47.2                       | 49.0                       | 54.4                       | 69.3                       | 104.9                      | 218.9                      | 160.5                      | 235.5                      | 163.1                      | 163.1                      | 80.5                       | 50.0                       | 1.396,4                    |
| Povp. št. dni s padavinami                                                   | 8                          | 6                          | 7                          | 6                          | 10                         | 15                         | 17                         | 19                         | 17                         | 15                         | 10                         | 8                          | 138                        |
| Povp. št. sončnih ur                                                         | 220.1                      | 220.4                      | 257.3                      | 276.0                      | 269.7                      | 231.0                      | 272.8                      | 266.6                      | 213.0                      | 223.2                      | 222.0                      | 213.9                      | 2.886                      |
| Vir: Svetovna meteorološka organizacija, Observatorij Hong Kong (osončenost) |                            |                            |                            |                            |                            |                            |                            |                            |                            |                            |                            |                            |                            |

## Gospodarstvo
Mestno gospodarstvo temelji na financah in turizmu, manjši del pa dodaja še izvoz morskih sadežev, sadja, ruma in morske soli.
Turizem je najpomembnejši sektor gospodarstva. Oblast spodbuja to dejavnost že od sredine 19. stoletja, kar je mestu na račun bližine Združenih držav Amerike in ugodnega podnebja ter naravnih lepot prineslo status ene najpomembnejših turističnih destinacij na svetu. Pri tem so glavna podjetja trdno v tuji lasti. Kljub temu prinaša turistični sektor državi okrog 60 % BDP in posredno ali neposredno zaposluje polovico delovne sile. Že leta 1929 je letalska družba Pan American Airlines uvedla redne dnevne lete z bližnje Floride. Po drugi svetovni vojni je državi občutno koristil tudi embargo proti Kubi, ki je bila pred tem pomembna destinacija za premožne Američane. Vzdrževanje podobe »rajskih«, »deviških« plaž in poudarjanje kolonialne preteklosti v turistični ponudbi za ameriške goste že od začetka povečuje razkorak med belci in temnopoltimi, ki so izrinjeni na obrobje, hkrati pa povzroča tudi okoljske težave. Med pomembnejšimi elementi sta naravno pristanišče, ki omogoča privez največjih potniških križark, in letovišče Atlantis na Paradise Islandu. Slednje je drugi največji delodajalec v vsej državi, več ljudi dela le še v državni upravi.
V drugi polovici 20. stoletja so Bahami postali znani tudi kot davčna oaza, z nizkimi davki in ohlapno regulacijo je država pritegnila v Nassau številne podružnice bank, predvsem ameriških. Pri tem so v večini primerov tu locirane le »lupine« podjetij v obliki pisarne pravnega zastopnika, ki ne opravljajo storitev za stranke. Transakcije so uradno zabeležene tu in podvržene lokalni davčni zakonodaji, čeprav se fizično izvajajo povsem drugje. Podobno ureditev dopuščajo Kajmanji otoki. Podobno ureditev dopušča državni register ladij: v mestu Nassau je sedež Pomorske uprave Bahamov, ki vodi odprt register, kar pomeni, da lahko tuja podjetja registrirajo ladje pod zastavo Bahamov, pri tem pa država tuje ladjarje privablja z ohlapnejšimi standardi in davčnimi ugodnostmi. Posledično je pod zastavo Bahamov registriran največji delež svetovne flote potniških križark in za Panamo ter Liberijo tretji največji delež vseh ladij.

## Mednarodne povezave
Nassau ima uradne povezave (pobratena/sestrska mesta oz. mesta-dvojčki) z naslednjimi naselji po svetu:
- Detroit, Michigan, Združene države Amerike[15]
- Winston-Salem, Severna Karolina, Združene države Amerike[16][17]
- Acapulco, Mehika
- Šanghaj, Ljudska republika Kitajska
- Paraná, Argentina
- Kiš, Iran